# FK Zasjeka Novo Selo
Fudbalski klub "Zasjeka"  (FK Zasjeka; NK Zasjeka; Zasjeka Novo Selo; Zasjeka) je bio nogometni klub iz Novog Sela, općina Bosanski Šamac, Republika Srpska, Bosna i Hercegovina. 
 
Klupske boje su bijela i crno-crvena.

## O klubu
FK "Zasjeka" je osnovan 1973. godine od strane mještana Novog Sela i Poljoprivednog kombinata "Zasjeka", po kojem je dobio i ime. Klub je također koristio i naziv NK "Zasjeka". Klub se uglavnom natjecao u "Općinskoj ligi Bosanski Šamac", koju osvaja 1989. i ulazi u "Posavsku ligu" u kojoj postiže zapažene rezultate.
Novo Selo je do početka rata u BiH, 1992. godine, bilo većinski hrvatsko mjesto. Kako je Novo Selo i veći dio općine Bosanski Šamac došao pod srpsku kontrolu, dolazi do iseljavanja i prognanstva hrvatskog stanovništva. Istovremeno dolazi i do doseljavanja srpskog stanovništva. Nakon završetka rata i u poraću se vratio tek manji dio izbjeglih Hrvata, te Novo Selo postaje većinski srpsko naselje. 
 
Do obnove rada kluba kao FK "Zasjeka" dolazi 2010. godine i nekoliko sezona igra u "Međuopćinskoj ligi Šamac", ali potom opet prestaje s djelovanjem.

## Uspjesi
Posavska liga
- drugoplasirani: 1989./90.

Općinska liga Bosanski Šamac
- Prvak: 1988./89.

## Unutrašnje poveznice
- Novo Selo